# Раника
Раника (итал. Ranica) је насеље у Италији у округу Бергамо, региону Ломбардија.
Према процени из 2011. у насељу је живело 5920 становника. Насеље се налази на надморској висини од 287 м.

## Становништво
Према резултатима пописа становништва 2011. у општини је живело 5.986 становника.
| 1931. | 1936. | 1951. | 1961. | 1971. | 1981. | 1991. | 2001. | 2011. |
| ----- | ----- | ----- | ----- | ----- | ----- | ----- | ----- | ----- |
| 2.445 | 2.516 | 2.982 | 3.259 | 4.018 | 5.262 | 5.723 | 5.820 | 5.986 |